# Giuseppe Salvatori
Giuseppe Salvatori (Roma, 1955) è un pittore italiano.

## Biografia
Esponente del ritorno alla pittura figurativa alla fine degli anni settanta, nel 1980 partecipa alle due mostre pubbliche ricognitive sulle ultime tendenze dell’Arte italiana contemporanea: a Bologna, alla Galleria Comunale d’Arte Moderna, con i Nuovi-Nuovi di Renato Barilli e a Ferrara, alla Loggetta Lombardesca, con Italiana: la nuova immagine di Achille Bonito Oliva.

La sua ricerca espressiva, attraverso l’uso del pastello su tela, nasce da una appassionata rivisitazione dell’Arte italiana del primo quarantennio del novecento, riagganciandosi in special modo alla Metafisica.

Salvatori lavora a quadri di architettura, di natura morta e di paesaggio, una poetica fondata sull’opposizione natura-cultura e che si esplica nello stretto rapporto con il mondo letterario di cui condivide progetti e suggestioni.

Tra il 1987 e il 1988 passa alla tecnica della tempera, che gli permette di realizzare opere di più ampie dimensioni, come, ad esempio, quelle presentate alla Biennale di Venezia nel 1990.